# Calathea angustifolia
Calathea angustifolia är en strimbladsväxtart som beskrevs av Friedrich August Körnicke. Calathea angustifolia ingår i släktet Calathea och familjen strimbladsväxter. Inga underarter finns listade.